# Koelje
Koelje (Russisch: Кулье, Estisch: Kulje of Kuulja, Seto: Kuulja) is een dorp (derevnja) in het district Petsjory van de Russische oblast Pskov. Het hoort bij de gemeente Kroepp met als hoofdplaats Kroepp. Bij de volkstelling van 2010 telde het dorp 140 inwoners.

## Ligging
Koelje ligt op de plaats waar de rivier Kuuliska (Russisch: Кулейская, Koelejskaja) uitkomt in het Meer van Pskov. De Kuuliska is een grensrivier tussen Rusland en Estland. Aan de overkant ligt het Estische dorp Podmotsa.

## Geschiedenis
De kerk van Koelje, de Kerk van de Heilige Elia, is ouder dan het dorp. De kerk werd al genoemd rond 1350 en de pogost Koelje in 1585. In het begin van de 18e eeuw kreeg het dorp een nieuwe houten kerk. De huidige stenen kerk is gebouwd in de jaren 1914-1917 en vermoedelijk ontworpen door de architect Anatoli Podtsjekajev. Het dorp lag in de gemeente Lobotka met Lobotka als hoofdplaats, die viel onder het Russische Gouvernement Pskov.
In 1919 werd het gebied waarin Koelje lag tijdens de Estische Onafhankelijkheidsoorlog door Estische troepen veroverd. Na de Vrede van Tartu van 1920 bleef het bij Estland. Koelje werd onder de Estische naam Kulje de hoofdplaats van de gemeente Kulje in de provincie Petserimaa. In 1939 werd de gemeente omgedoopt in Kalda. In 1940 werd Estland geannexeerd door de Sovjet-Unie. In 1944 besloot de Opperste Sovjet het grootste deel van Petserimaa over te hevelen van de Estische Socialistische Sovjetrepubliek naar de oblast Pskov. Op 16 januari 1945 vond de overdracht plaats. Koelje werd een dorpssovjet.
In 1995 besloot de Russische Federatie weer een gemeente Koelje in te stellen onder de naam Кулейская волость (Koelejskaja volost). De hoofdplaats werd niet Koelje, maar Kirsjino, dat net iets meer inwoners heeft. Op 26 maart 2015 besloot de oblast Pskov de gemeente Koelje te laten fuseren met de gemeente Kroepp, met Kroepp als hoofdplaats.

## Foto's

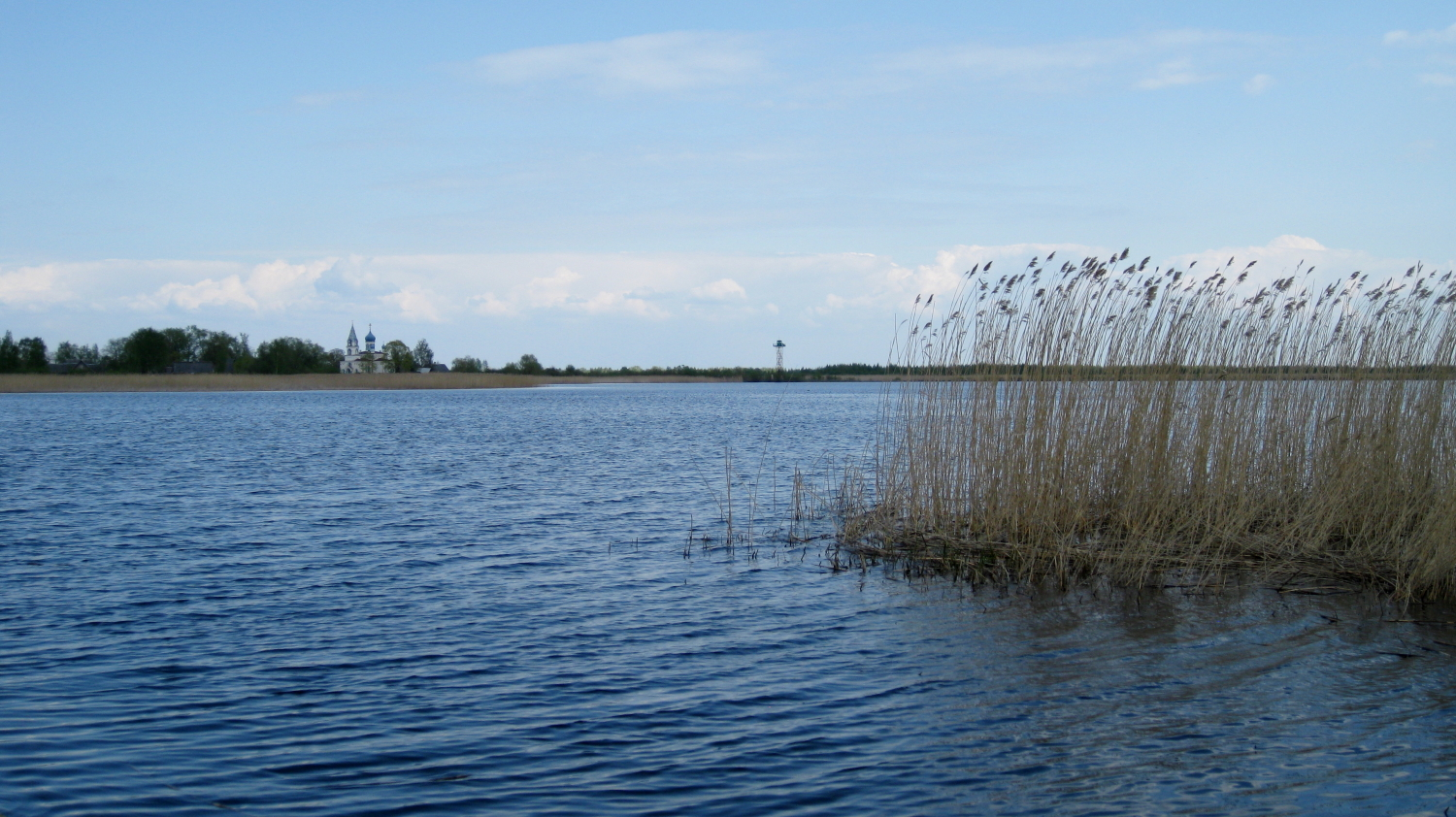
Gezicht op Koelje vanuit Podmotsa in Estland
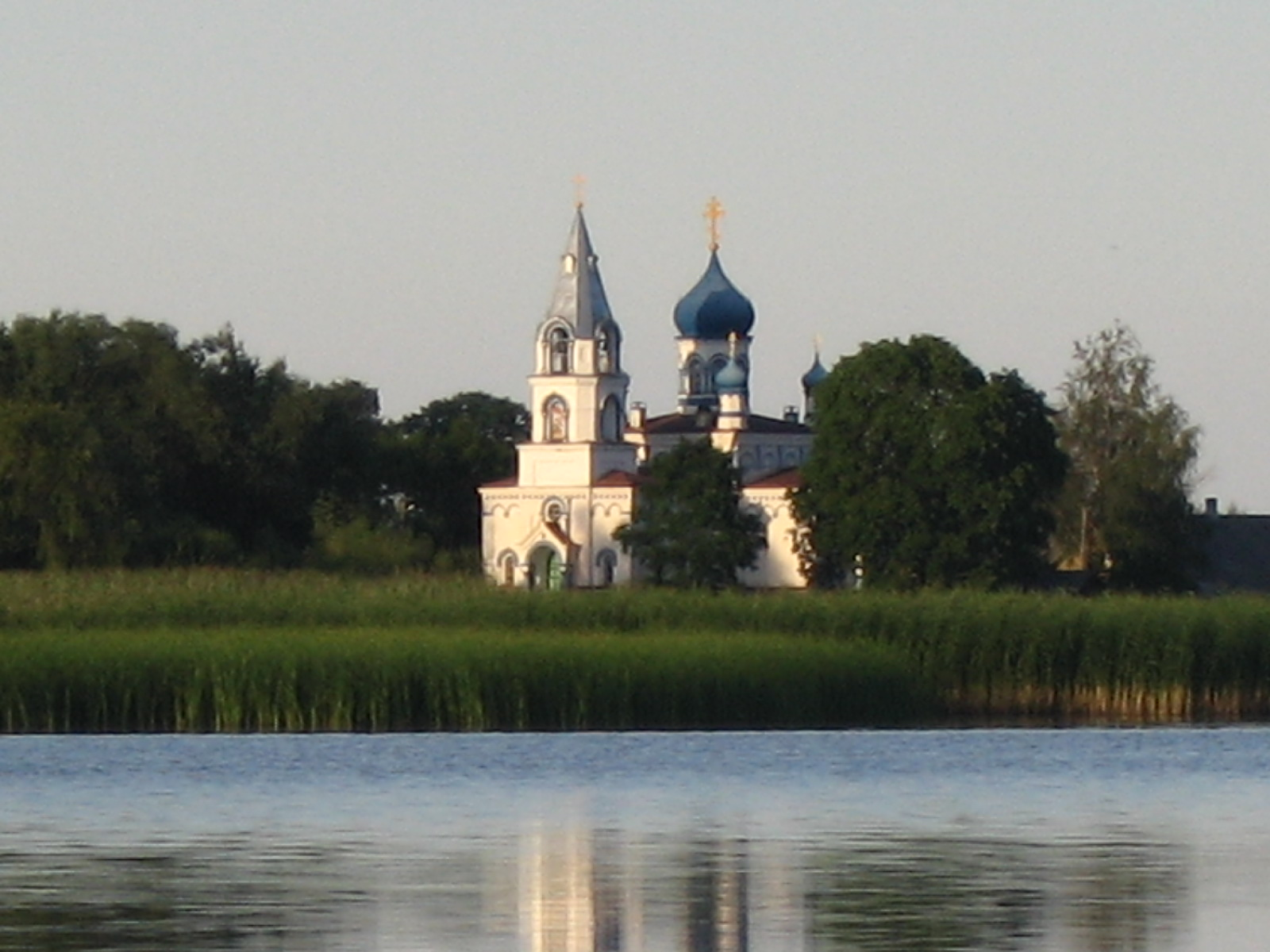
De Kerk van de Heilige Elia
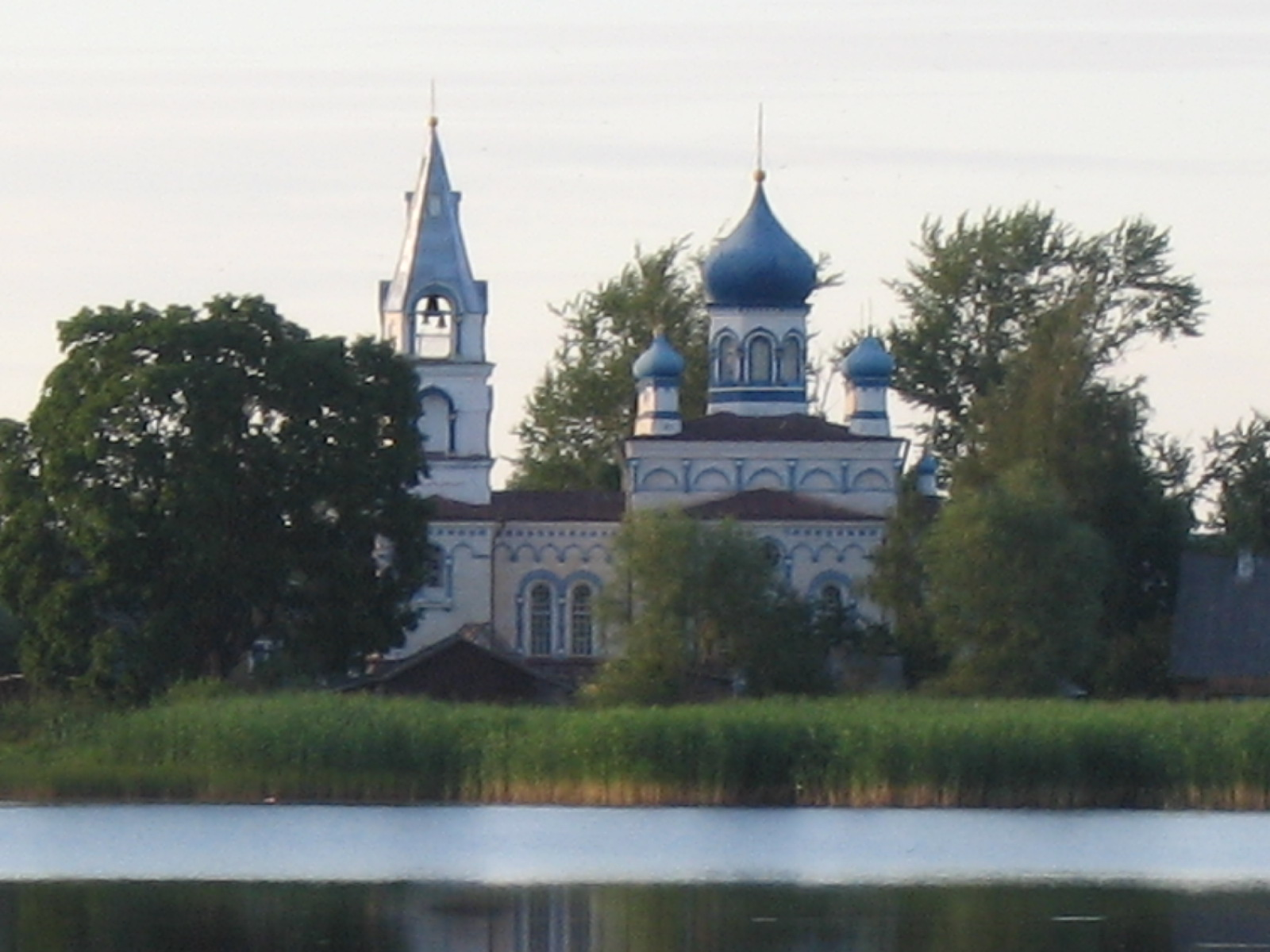
De Kerk van de Heilige Elia